# Ptáci (film)
Ptáci (anglicky The Birds) jsou fantasticko-alegorický filmový horor z roku 1963 natočený na motivy povídky britské spisovatelky Daphne du Maurier. Jedná se o jedno z vrcholných děl režiséra Alfreda Hitchcocka. Hudbu pro tento film složil hudební skladatel Bernard Herrmann.

## Děj
Děj filmu se odehrává v Kalifornii v malém, pobřežním městečku Bodega Bay. První polovina filmu je podobná spíš románu, než hororu. Sbližují se v ní Melanie a Mitchie. Tito dva hlavní hrdinové se potkají v obchodu s mazlíčky. Spojuje je jejich láska k ptákům.
Jako první se s ptačí agresivitou setká Melanie, kterou klovne racek do hlavy při její projížďce na člunu. Útoky se od té doby začínají stupňovat a ptáci začínají být agresivnější. Napadnou školu. Nic se nestane, jen pár škrábanců a otřesné vzpomínky, ale lidé tomu nevěří. „Ptáci mají moc malé mozky!“ I přes evidentní důkazy, lidé nevěří a nechtějí věřit, že se ptáci shlukují a organizovaně útočí na lidi, s jediným cílem. Zabít. Začíná být čím dál jasnější, že Melanie mluví pravdu. Většina lidí se evakuuje z města, ale Melanie, Mitch, Cathy a paní Brennerová zůstávají ve svém domě, kde se zabední. Útoky ptáků přicházejí ve vlnách. Zaútočí, zmizí a znovu se shromažďují. Přežijí Melanie, Mitch, Cathy a paní Brennerová útok?